# Anastrozol
Anastrozól, pod zaščitenim imenom Arimidex in drugimi, je učinkovina za zdravljenje hormonsko odvisnega raka dojke. Uporablja se v kombinaciji z drugimi zdravili. Uporablja se tudi za preprečevanja nastanka raka dojke pri bolnicah z visokim tveganjem. Ne sme se uporabljati pri ženskah pred menopavzo. Uporablja se skozi usta (peroralno).
Pogosti neželeni učinki zajemajo vročinske oblive, spremembe razpoloženja, bolečine v sklepih in slabost. Med hude neželene učinke spada povečano tveganje za srčne bolezni in osteoporozo. Uporaba med nosečnostjo lahko škodi plodu. Anastrozol deluje kot zaviralec aromataze in prepreči proizvodnjo estrogena v telesu ter posledično izkazuje antiestrogeno delovanje.
Anastrozol so patentirali leta 1987, za medicinsko uporabo pa je bil odobren leta 1995.
Uvrščen je na seznam nujnih zdravil Svetovne zdravstvene organizacije, na katerem so zdravila, bistvena za zagotavljanje osnovne zdravstvene oskrbe. Na trgu je že prisoten v obliki generičnih zdravil.

## Medicinska uporaba

### Rak dojke
Anastrozol se uporablja v zdravljenju in preprečevanju raka dojke pri ženskah. V kliničnem preskušanju ATAC (angl. The Arimidex, Tamoxifen, Alone or in Combination) so bolnice z lokalno omejenim rakom dojke prejemale bodisi anastrozol bodisi tamoksifen (selektivni modulator estrogenskih receptorjev) ali pa kombinacijo obeh, in sicer v obdobju petih let, ki mu je sledilo petletno obdobje spremljanja. Po več kot petih letih so bili rezultati zdravljenja pri bolnicah, ki so prejemale anastrozol, boljši kot pri bolnicah, ki so prejemale tamoksifen. Avtorji so zaključili, da ima pri bolnicah po menopavzi z lokalno omejenim rakom dojke, ki izraža estrogenske receptorje, zdravljenje z anastrozolom prednost pred zdravljenjem s tamoksifenom.

### Zgodnja puberteta
Anastrozol se v odmerku 0,5 do 1 mg/dan v kombinaciji z antiandrogenom bikalutamidom uporablja v zdravljenju prezgodnje pubertete perifernega izvora.

## Kontraindikacije
Anastrozol je kontraindiciran pri bolnicah z znano preobčutljivostjo na anastrozol ali katerokoli pomožno snov v zdravilu ter pri  nosečnicah in doječih ženskah.

## Mehanizem delovanja
Anastrozol se povratno (reverzibilno) veže na encim aromatazo ter tako kompetitivno zavre pretvorbo androgenov v estrogene, in sicer v obkrajnih (ekstragonadalnih) tkivih. Pri odmerku 1 mg/dan doseže pri ljudeh 96,7-% do 97,3-% inhibijo encima aromataze, pri odmerku 10 mg/dan pa 98,1-% inhibicijo. Odmerek 1 mg/dan tako velja za najmanjši odmerek, ki je potreben za učinkovito zavrtje delovanja aromataze. Zavrtje delovanja encima v takem obsegu zmanjša ravni estradiola pri ženskah po menopavzi za okoli 85 %. Anastrozol ne vpliva na ravni kortikosteroidov in drugih hormonov nadledvičnice.